# Hakone Open-Air Museum

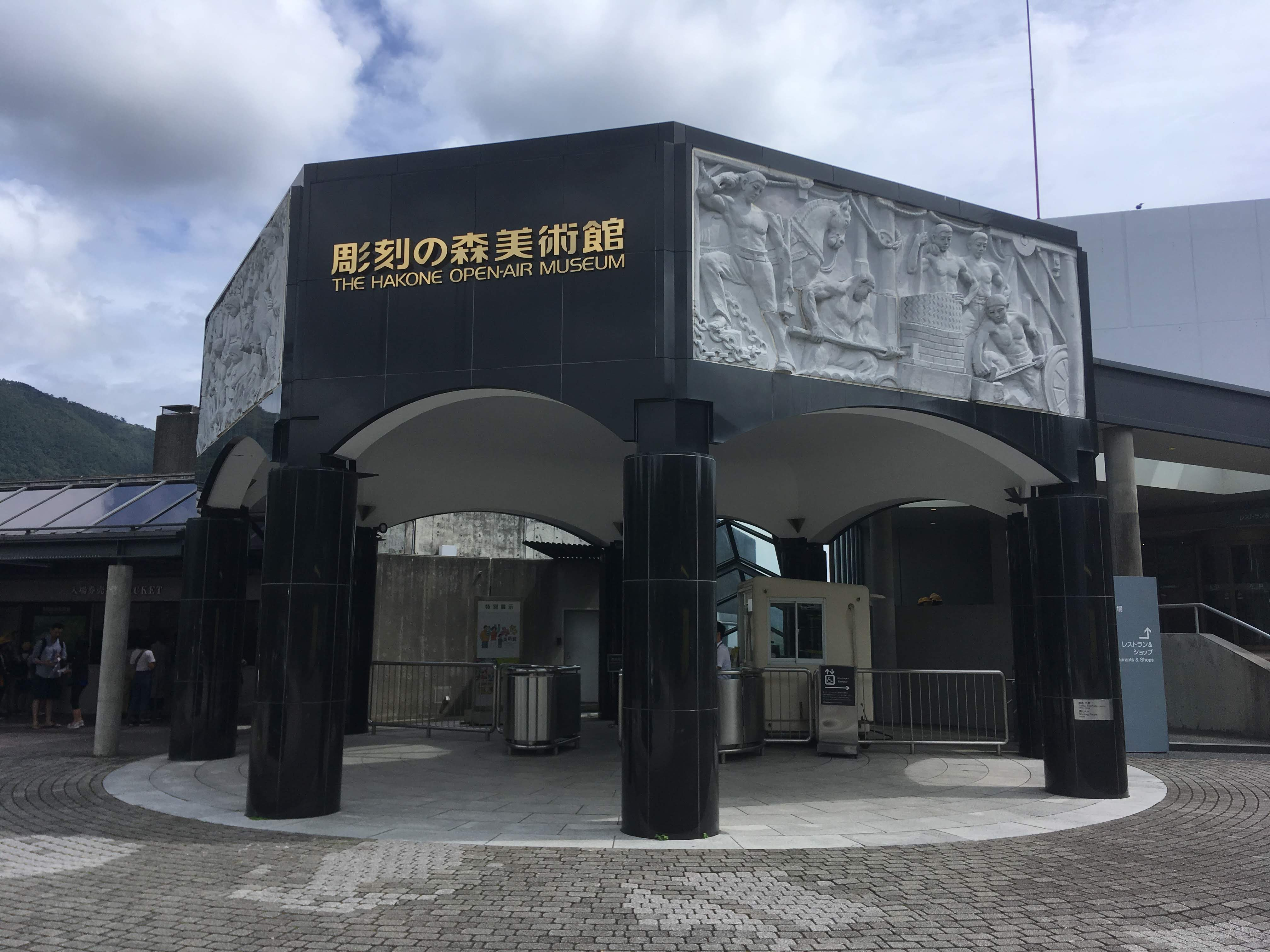
Entrén

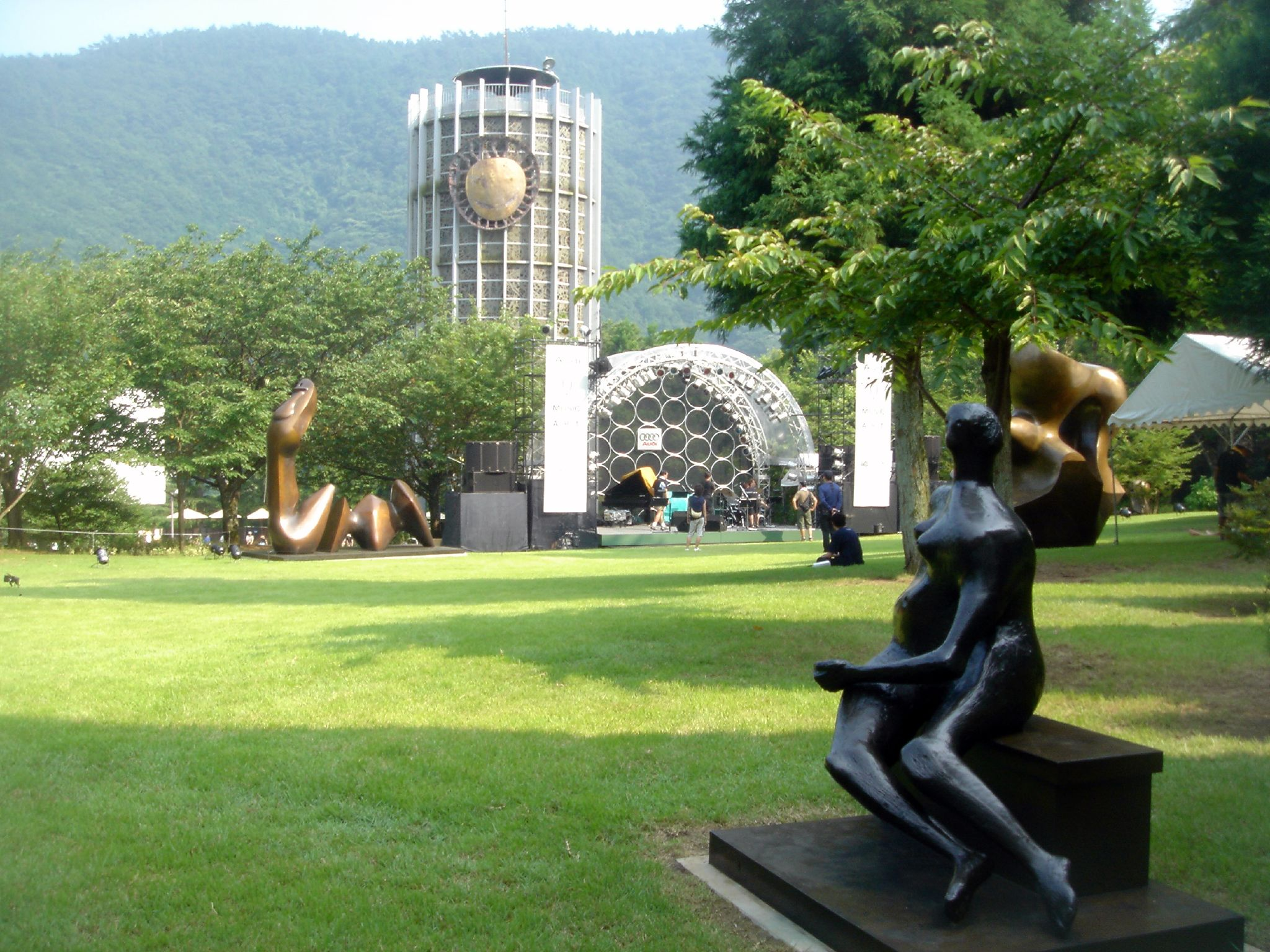
Skulpturer av Henry Moore i Hakone friluftsmuseum. Tornet i bakgrunden är Symphonic Sculpture av Gabriel Loire, 1975

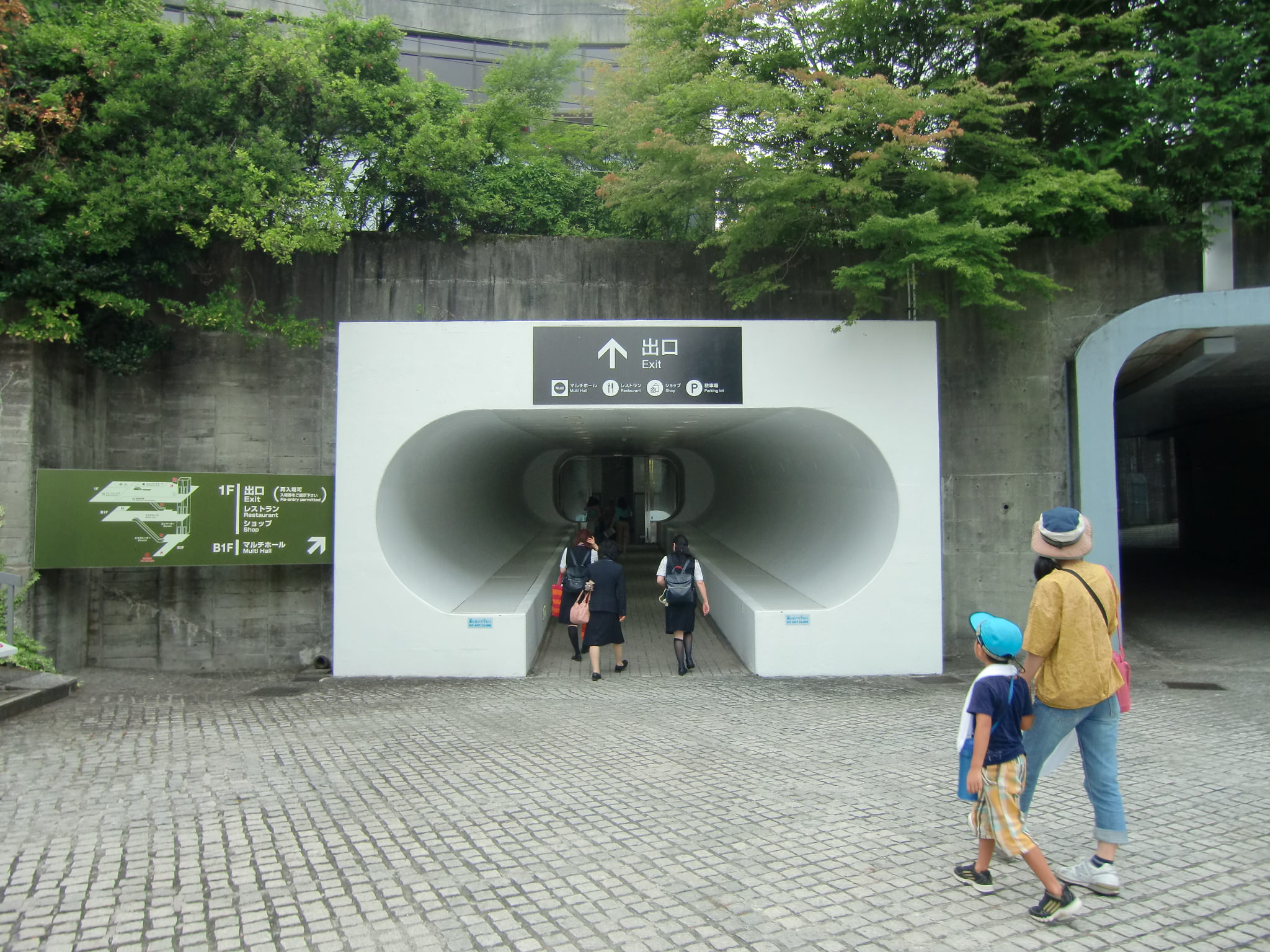
Ingången till restaurangen

Hakone Open-Air Museum (japanska: 箱根 彫刻の森美術館?,  Hakone Chōkoku no Mori Bijutsukan) är ett friluftsmuseum i Hakone i  Kanagawa prefektur i Japan.
Det inrymmer en skulpturpark och ligger i Fuji-Hakone-Izu nationalpark. Skulpturparken var den första skulpturparken utomhus i Japan och öppnade 1969. Den har omkring 120 skulpturer på en yta av 70 000 m². Skulpturparken grundades av afärsmannen Nobutaka Shikanai (1911-1990), som hade grundat mediagruppen Fujisankei Communications Group Shikanai var också museets första chef. Museet utformades av arkitekten och skulptören Bukichi Inoue.
I samlingen ingår 26 skulpturer av Henry Moore, vilket är en av de största samlingarna i världen av hans verk. I Picasso-paviljongen finns också en samling verk av Pablo Picasso, främst keramik. 

## Urval av representerade skulptörer
- Hans Aeschbacher
- Antoine Bourdelle
- Alexander Calder
- Robert Erskine
- Pericle Fazzini
- Naum Gabo
- Bukichi Inoue
- Phillip King
- Carl Milles
- Joan Miró
- Henry Moore
- Marta Pan
- Pablo Picasso
- Antoine Poncet
- Auguste Rodin
- Niki de Saint Phalle
- Yasuo Mizui

## Bildgalleri

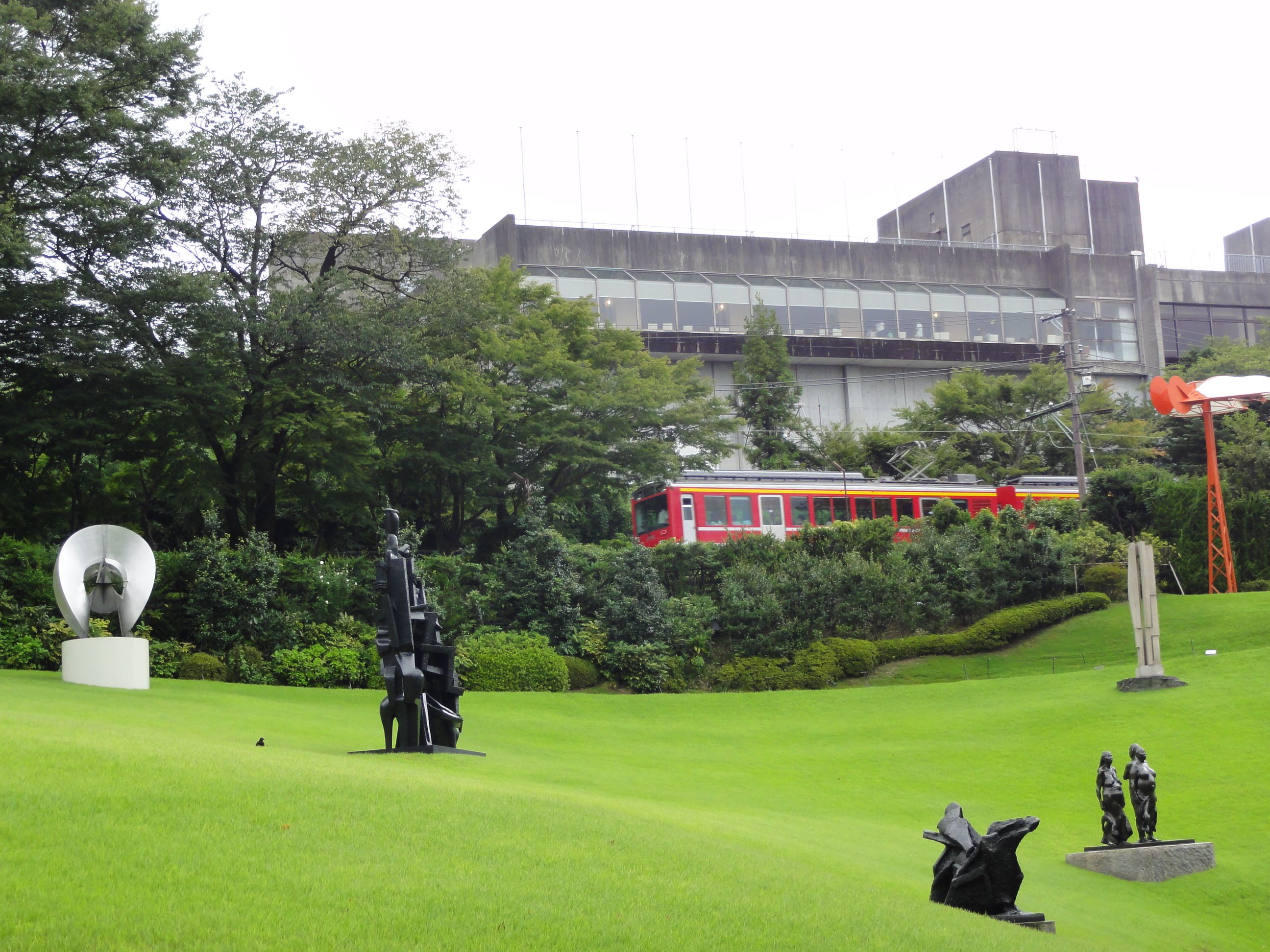
Skulpturparken med Hakone Tuzan-järnvägen i bakgrunden
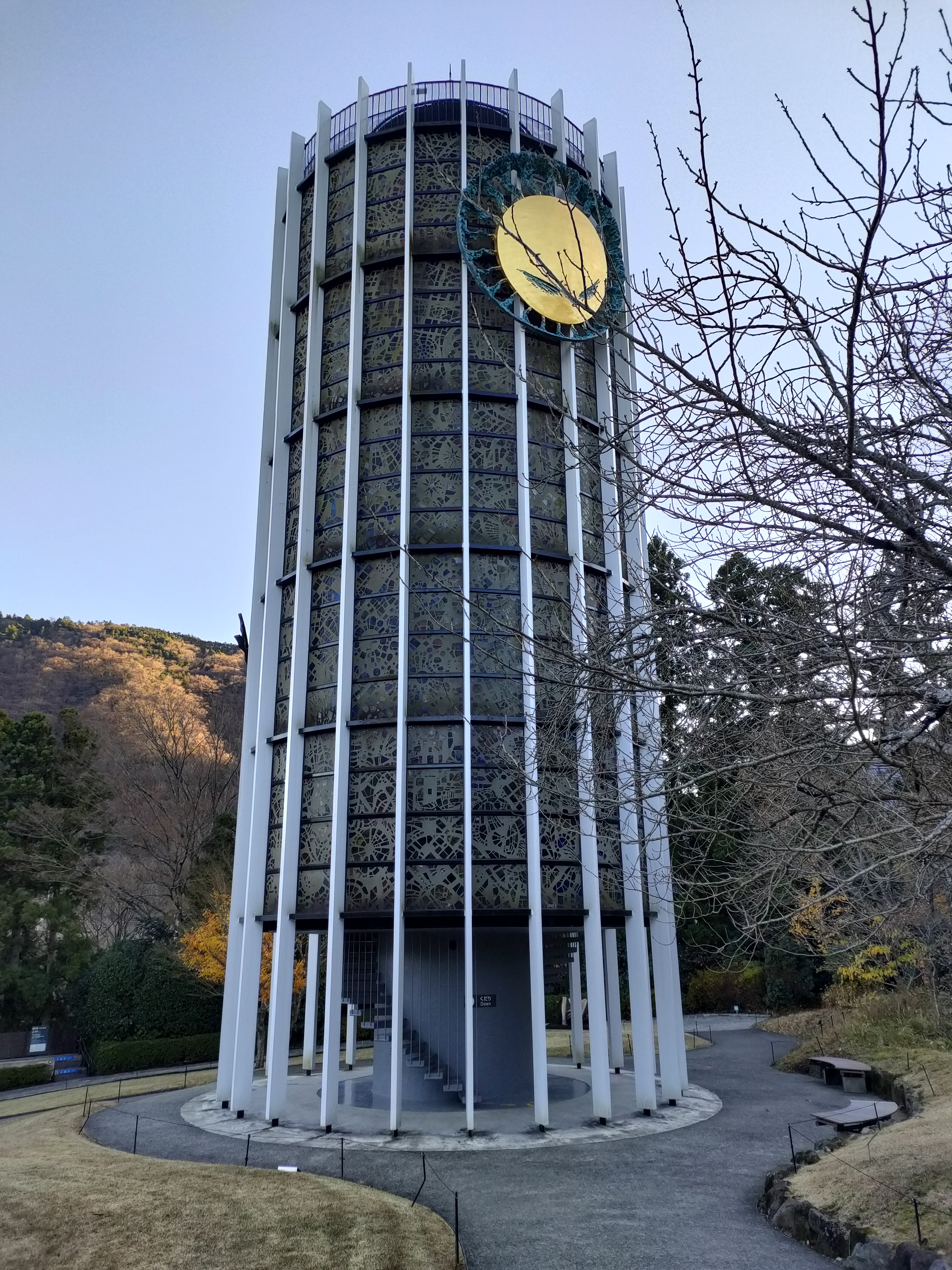
Symphonic Sculpture av Gabriel Loire, 1975
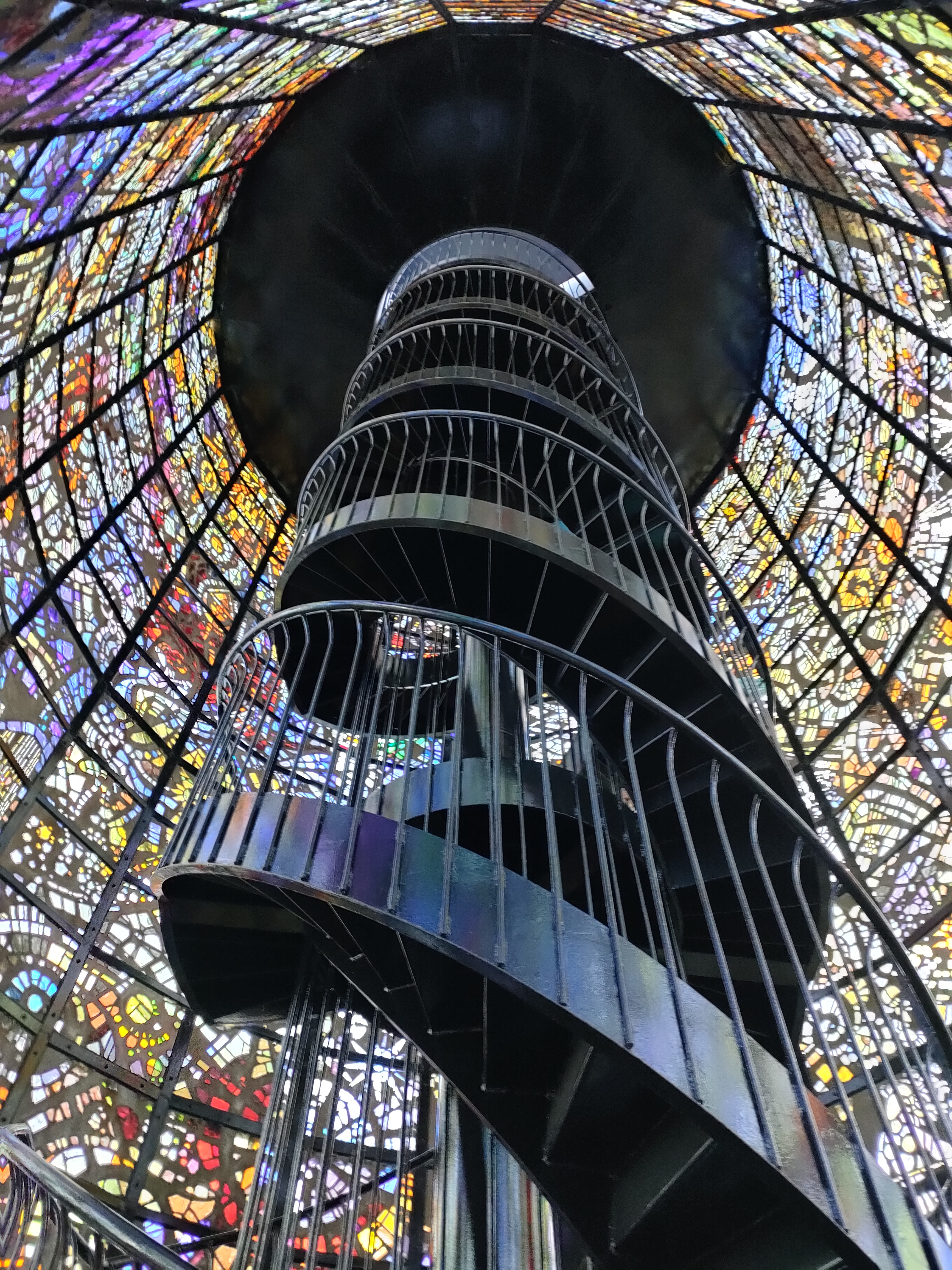
Insidan av Symphonic Sculpture
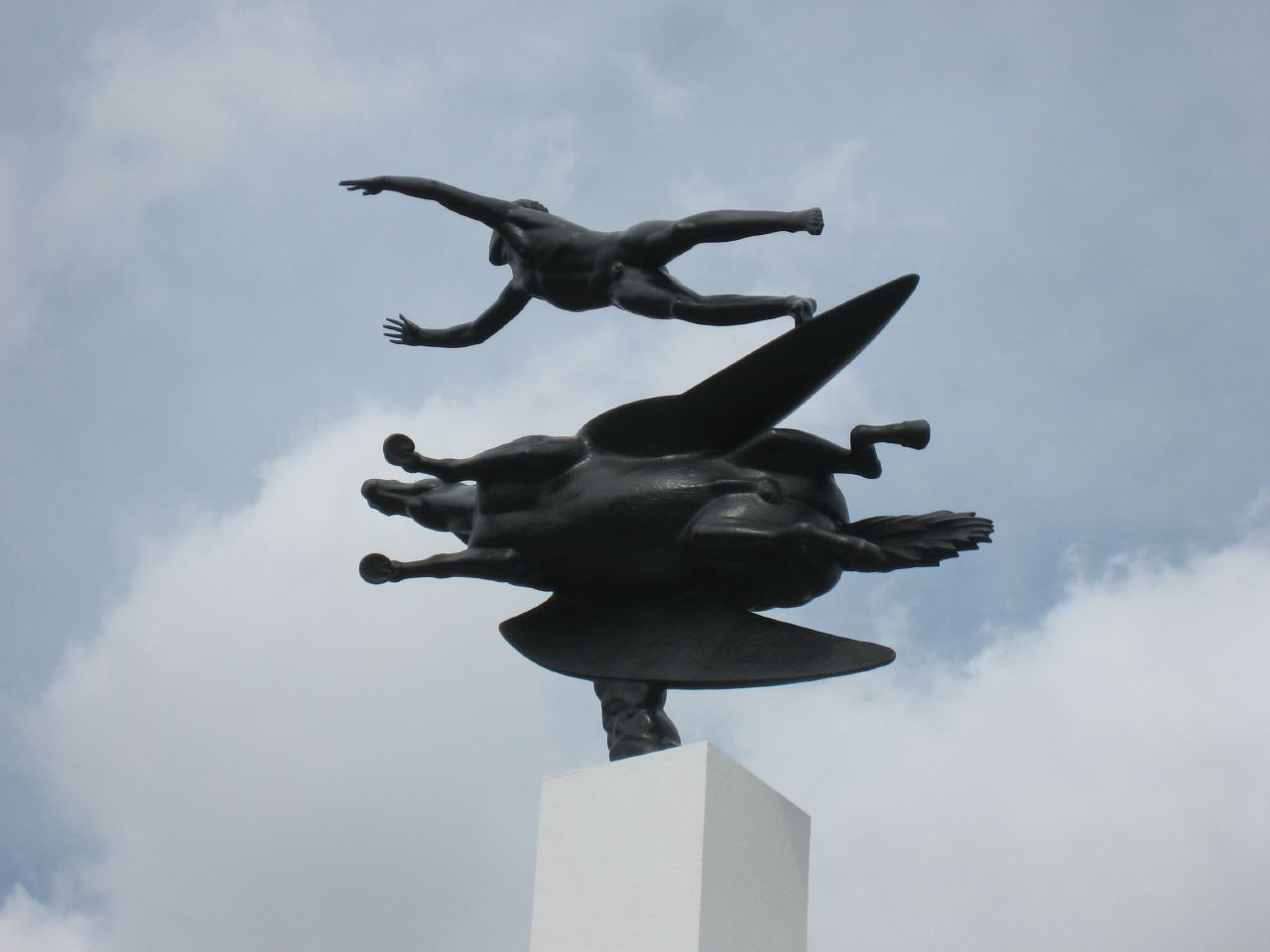
Människan och Pegasus av Carl Milles, 1949
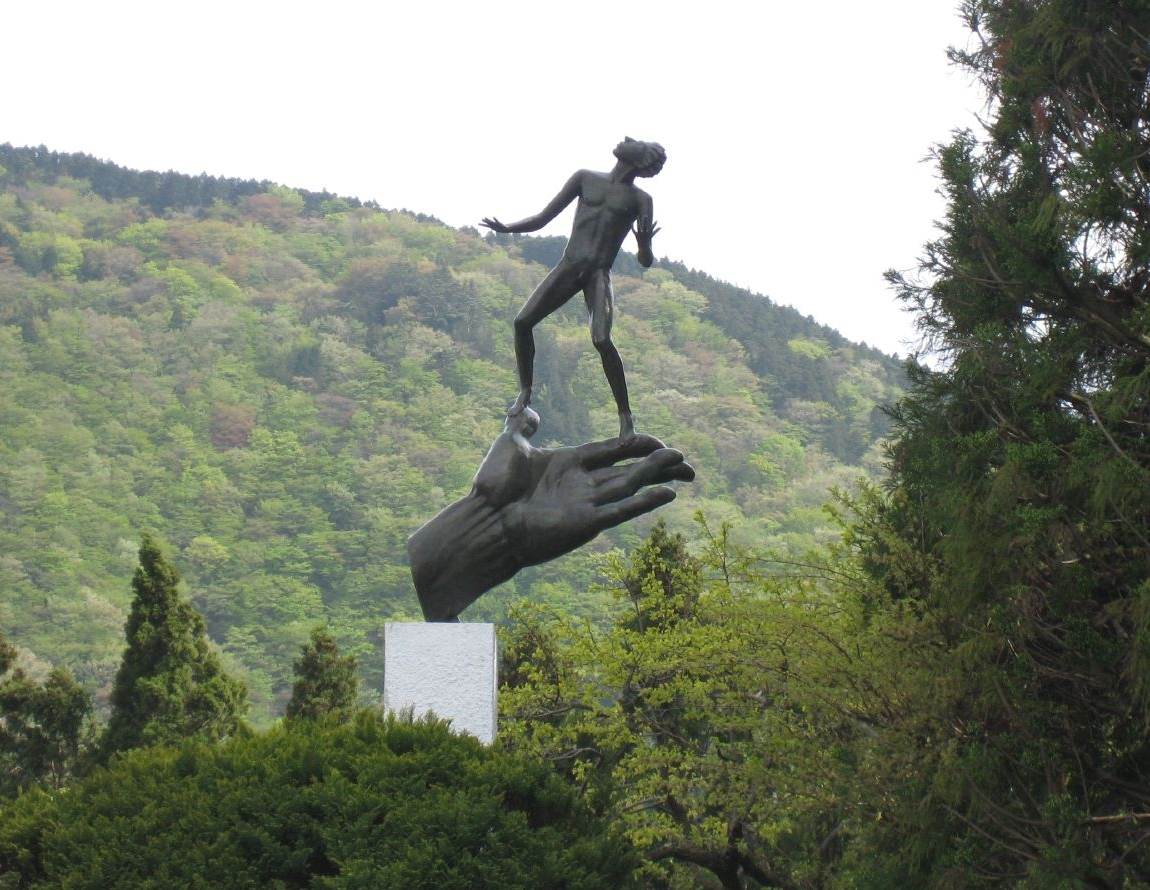
Guds hand av Carl Milles, 1954
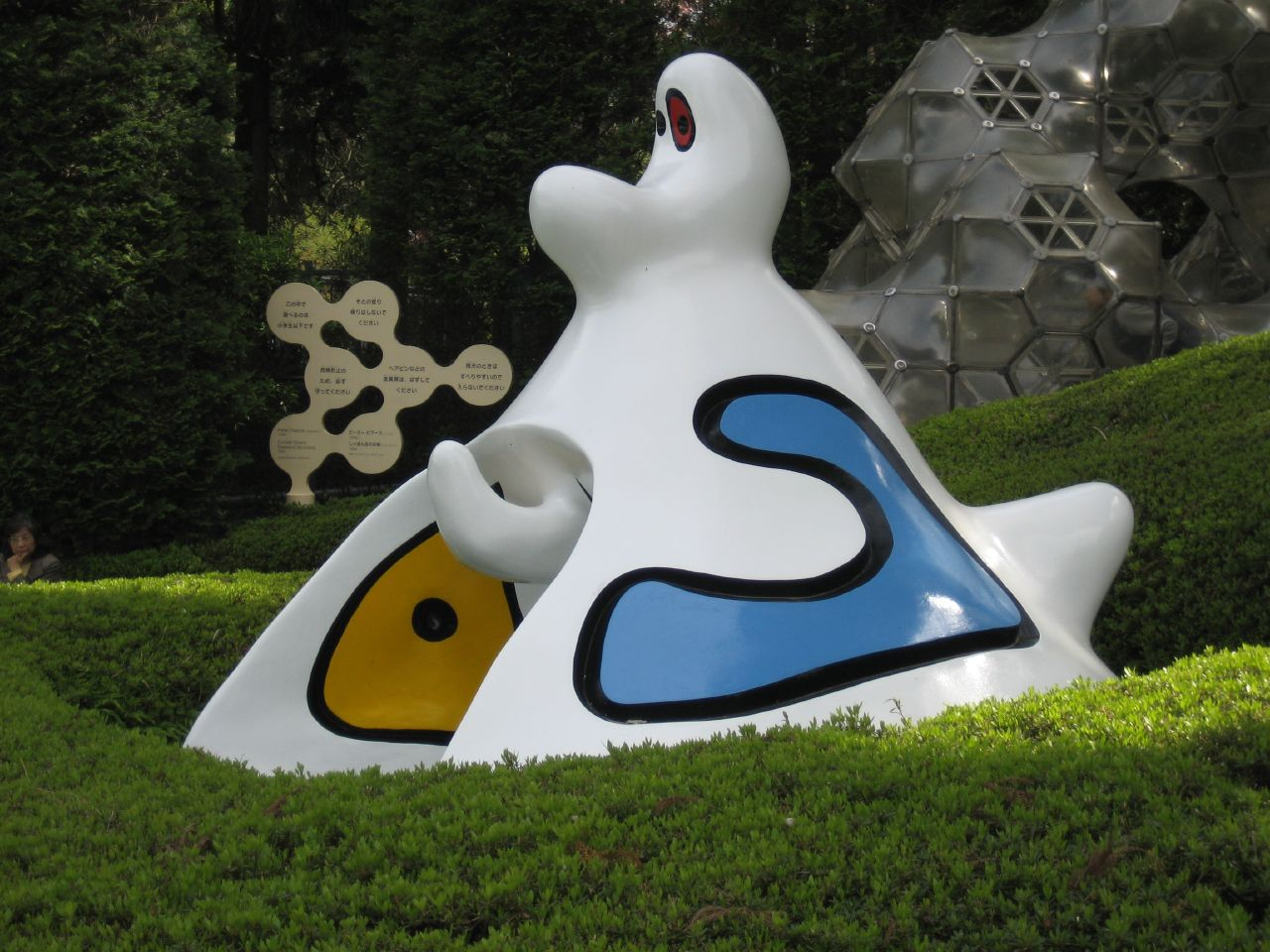
Personnage av Joan Miro, 1972
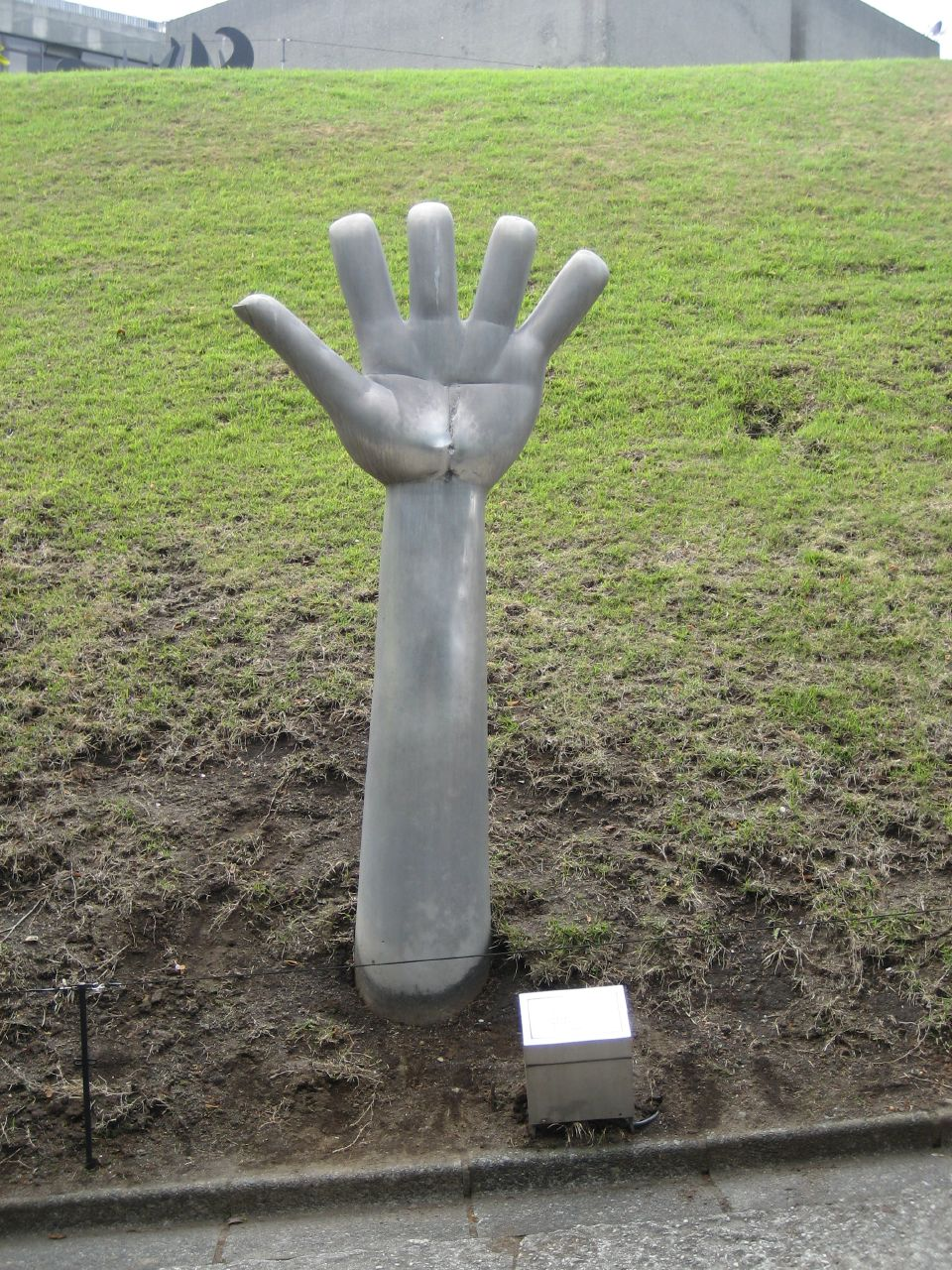
Big Hand av Rainer Kriester (1935-2002), 1973
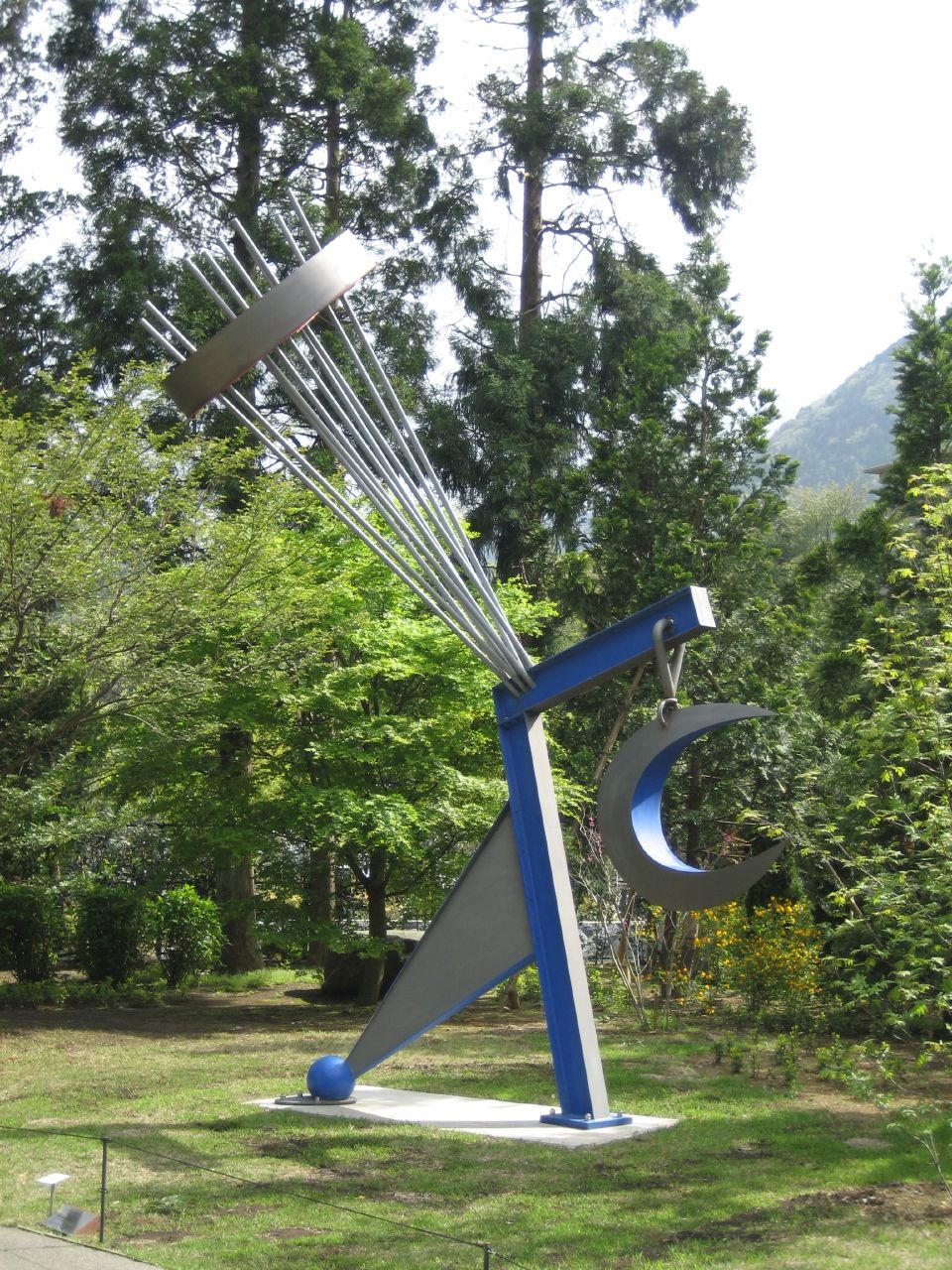
Skulptur av Phillip King
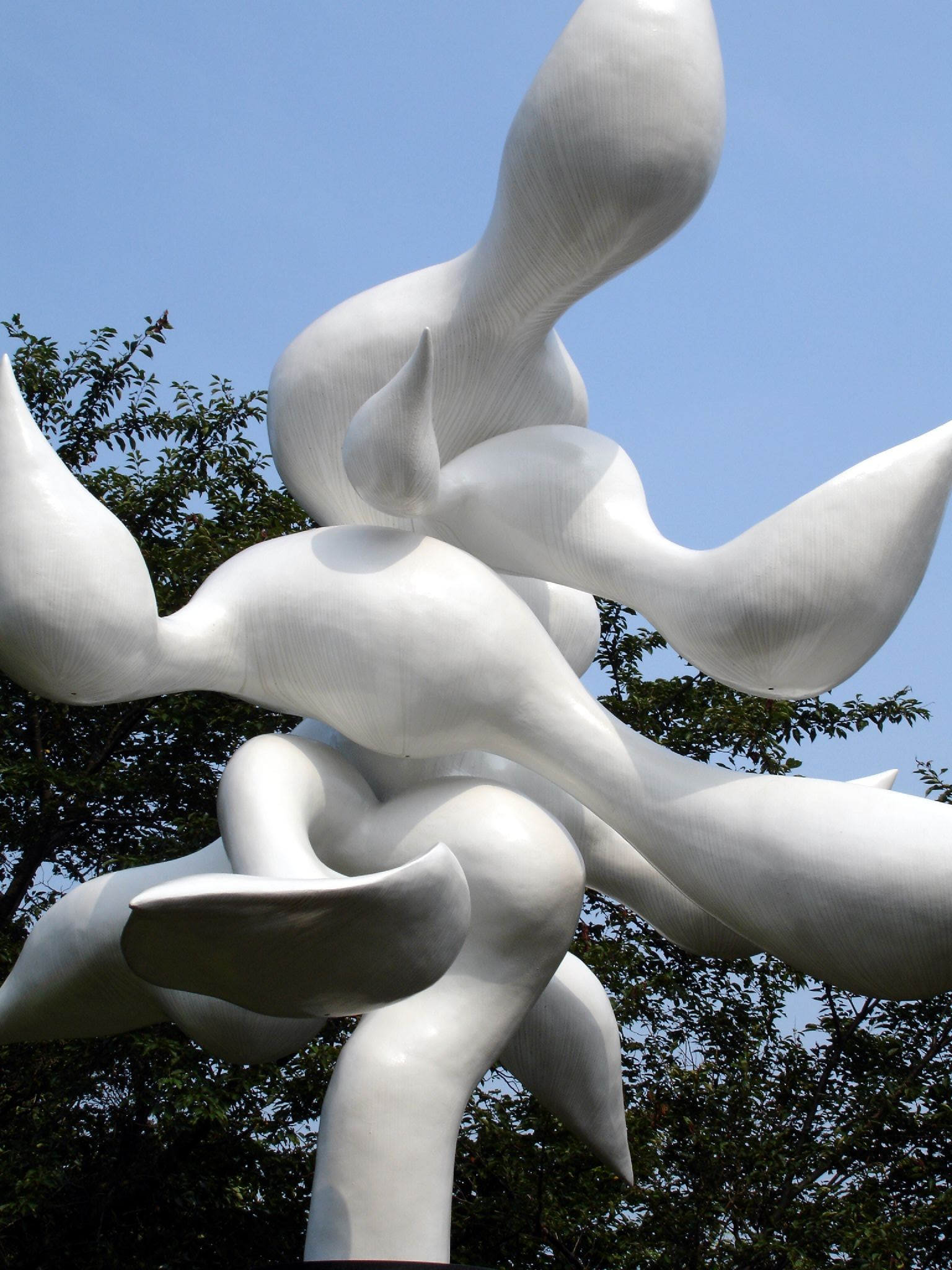
Tree Man av Taro Okamoto (1911-1996), 1971
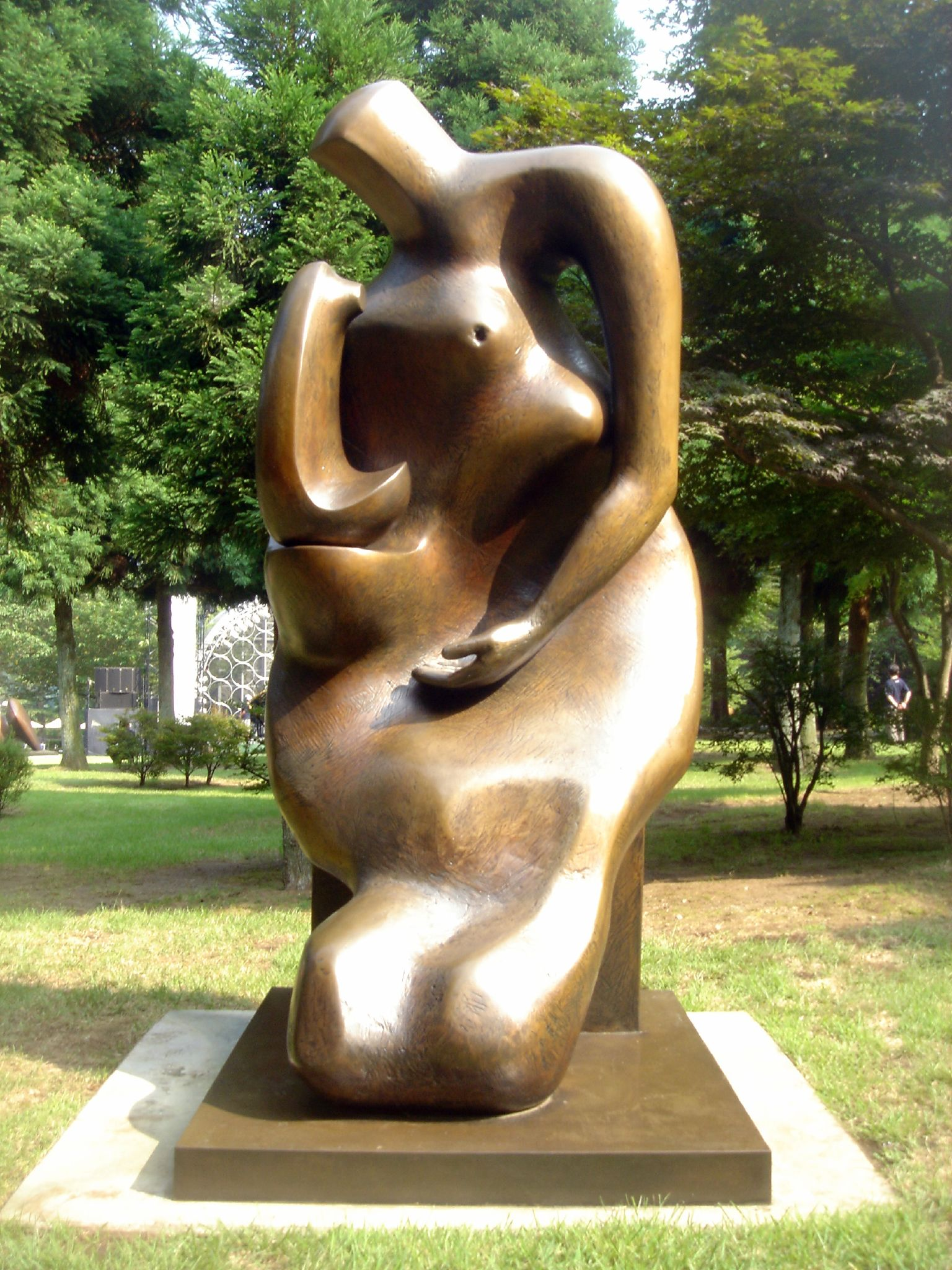
Mother and child av Henry Moore, 1983-1984
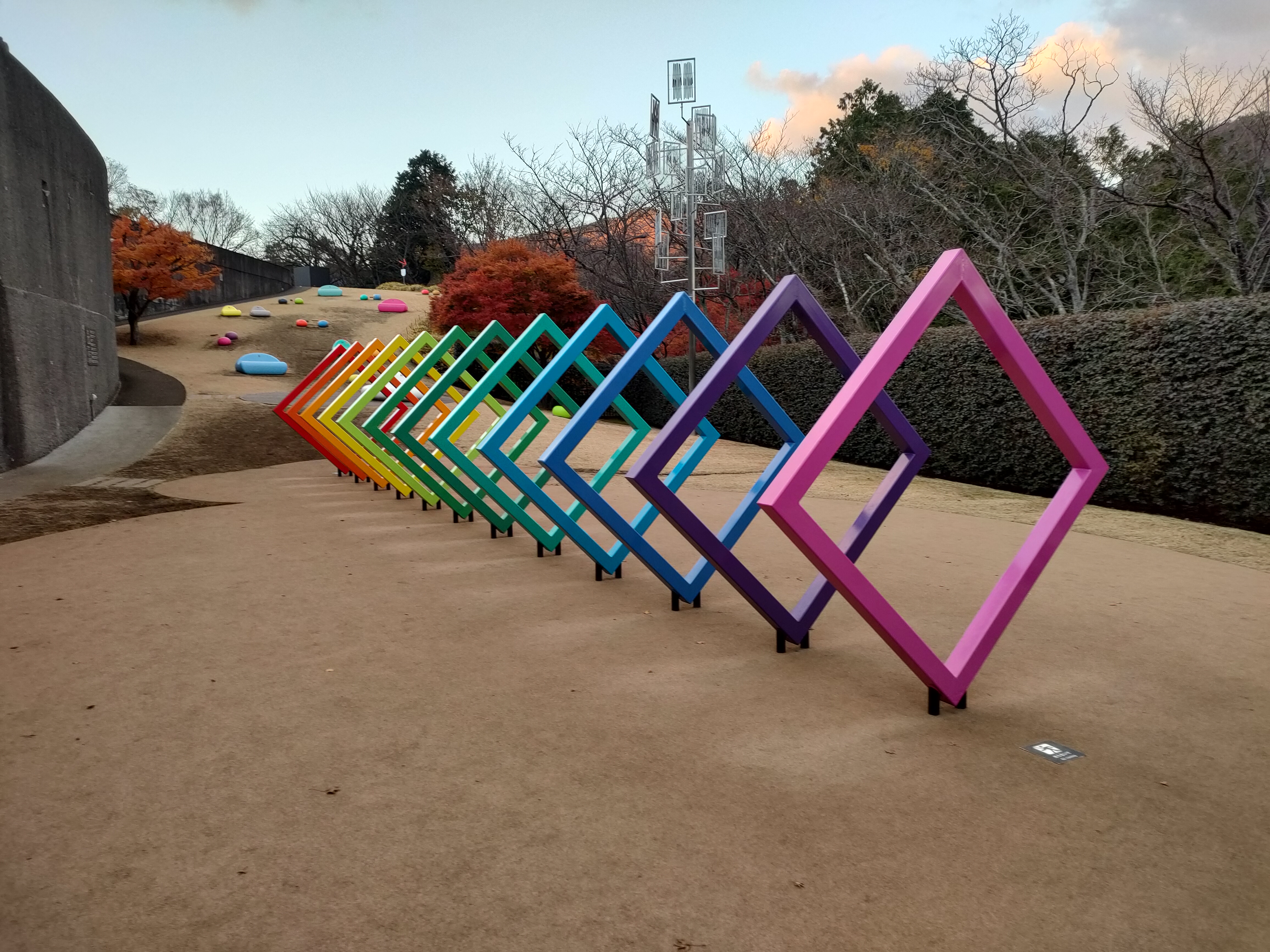
Cosmical Color Space av Shigeo Matsubara (1944-2012), 1968
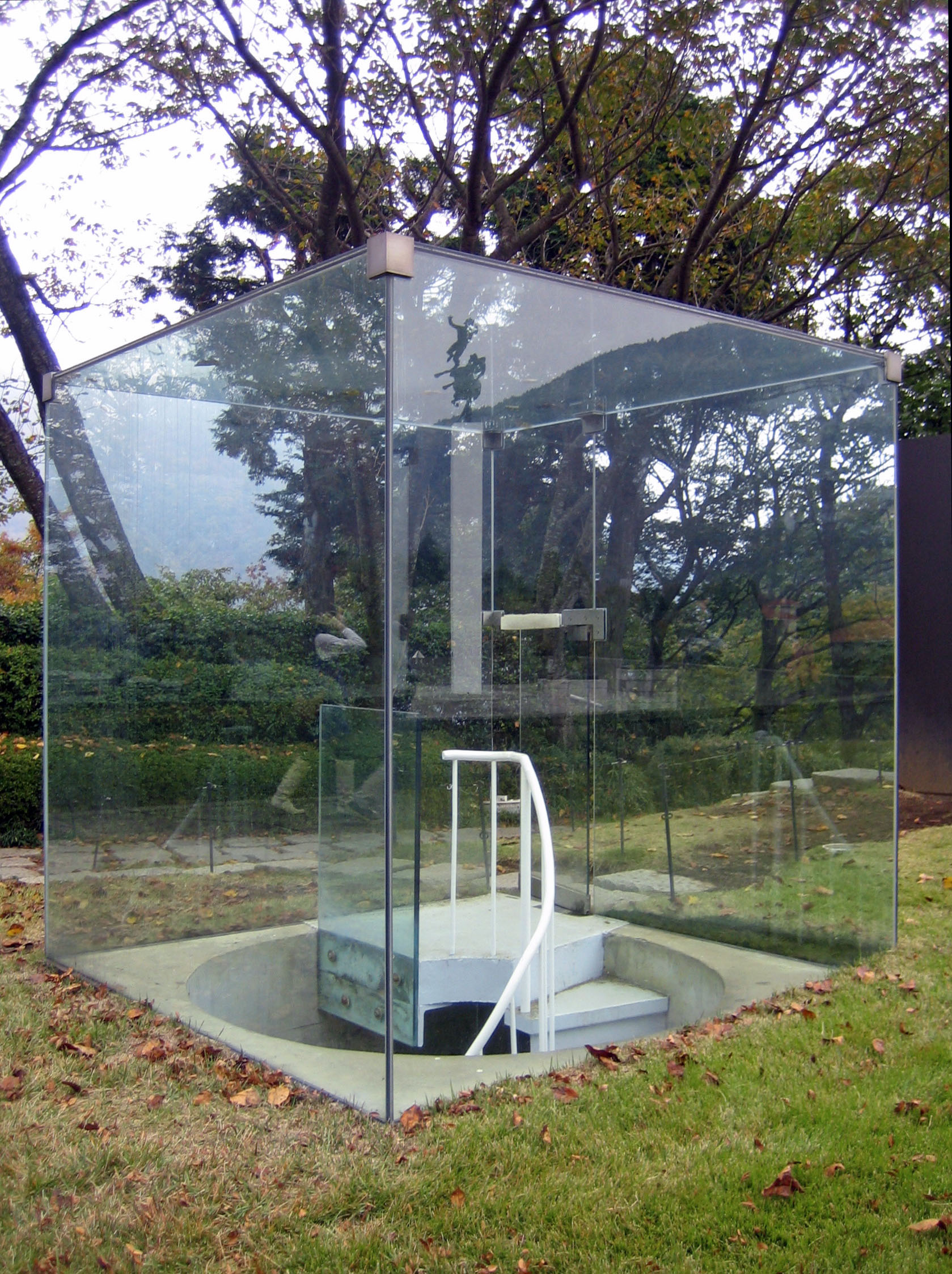
My Sky Hole av Bukichi Inoue, 1979